# Герб Омской области
Герб Омской области — опознавательно-правовой знак, являющийся официальным символом Омской области Российской Федерации (наряду с флагом и гимном).
29 апреля 2020 года губернатором Александром Бурковым подписан документ о внесении изменений в закон «О гербе и флаге Омской области».

## Описание и обоснование символики
Геральдическое описание (блазон) гласит:
В червленом поле серебряный крест, обремененный узким волнистым лазоревым столбом, поверх которого в средокрестии — червленым контуром крепость о пяти бастионах, одним бастионом вверх. Щит увенчан древней царской короной и окружен лентой ордена Ленина.
- Красное поле щита наследует цвет исторического герба Омской области 1825 года и флага Омской области[4].
- Крест олицетворяет территорию Омской области. Горизонтальная часть креста, пояс, символизирует Транссибирскую магистраль, давшую импульс к экономическому развитию Омского региона, связь Запада и Востока страны. Вертикальная часть креста, обременённая волнистым лазоревым столбом — символизирует связь Севера и Юга водным путём по реке Иртыш.
- Для выражения административного центра области в центр герба вписаны контуры Омской крепости, основанной в 1716 году.
- Серебряный (белый) цвет креста — цвет чистоты помыслов, благородства, и указывает на климатические особенности Сибири — её бескрайние снежные просторы.
- Древняя царская корона указывает на статус Омской области как субъекта России и символизирует историческое прошлое, когда с этой территории шло расширение государства.

## История

### 2003 год
Герб Омской области представляет собой четырёхугольный, с закруглёнными нижними углами, заострённый в оконечности геральдический щит, в белом поле которого расположен золотой крест, обременённый волнистым лазоревым столбом и сопровождённый в каждом из углов восемью малыми зелёными пирамидами; поверх всего, в сердце щита, червлёная с пятью бастионами, показанная сверху, заполненная серебром, крепость с золотой аркой в центре.
Внешними украшениями (дополнительными элементами) полного герба Омской области являются золотые дубовые ветви, перевитые Александровской лентой, и золотая стилизованная древнерусская царская корона, венчающая щит.
Этот вариант герба был утверждён 10 июня 2003 года Законодательным Собранием Омской области. Герб не внесён в Государственный геральдический регистр Российской Федерации.
В соответствии с геральдическими нормами и историческими традициями устанавливаются следующие основные элементы герба Омской области:
- «Почётной фигурой» герба Омской области является золотой крест — символ христианских добродетелей: веры, справедливости, милосердия, он указывает также на тот факт, что Омская область расположена в географическом центре России и является связующим звеном между Западом и Востоком, между Севером и Югом страны. Перевязь (горизонтальная часть креста) символизирует Транссибирскую магистраль, давшую импульс к экономическому развитию Омского региона. Золотой цвет — символ могущества, стабильности, прочности, богатства.
- Волнистый лазоревый столб, обременяющий вертикальную часть креста, иллюстрирует связь Севера с Югом водным путём по реке Иртыш. Лазурь — символ красоты, величия, мягкости.
- Для выражения административного центра области в сердце щита помещена червлёная с пятью бастионами крепость с золотой аркой в середине — это контуры Омской крепости, основанной в 1716 году, и Тарские ворота, возведённые как оборонительное сооружение. Червлёный (красный) цвет символизирует храбрость, неустрашимость, воинскую доблесть. Это цвет жизни, милосердия и любви.
- 32 малых зелёных пирамиды — по восемь (2, 1, 2, 1 и 2) в каждом из углов геральдического щита соответствуют количеству районов Омской области и одновременно символизируют растительность, нефтяные и газовые месторождения. Зелень — символ изобилия, надежды, радости.
- Серебряный (белый) цвет поля щита служит символом чистоты помыслов, благородства, справедливости, великодушия и указывает на климатические особенности Сибири — её бескрайние снежные просторы.
- Золотые дубовые ветви, соединённые Александровской лентой, золотая древнерусская царская корона по канонам геральдики помещаются в гербах областей. Внешние украшения герба Омской области указывают на статус Омской области как субъекта Российской Федерации[5].